# Rick Savage
Richard Savage (sinh ngày 2 tháng 12 năm 1960) là một nhạc sĩ người Anh nổi tiếng với vai trò là tay guitar bass và là một trong những thành viên sáng lập của ban nhạc rock Anh Def Leppard. Savage và ca sĩ chính Joe Elliott là thành viên ban đầu duy nhất còn lại của ban nhạc. Hai người, cộng với tay trống Rick Allen, cũng là các thành viên duy nhất của ban nhạc đã biểu diễn trong mọi album.

## Tiểu sử
Richard Savage sinh ra ở Sheffield, Nam Yorkshire, Anh. Savage được giáo dục tại trường trung học Tapton ở Sheffield. Khi còn trẻ, anh đã học chơi guitar cùng với anh trai mình. Họ đã chơi những bài hát như " Maggie May " của Rod Stewart và " American Pie " của Don McLean. Savage cũng theo đuổi sự nghiệp cầu thủ bóng đá chuyên nghiệp với Sheffield United, bất chấp sự trung thành của anh với đối thủ Sheffield Wednesday. Savage cuối cùng đã chọn âm nhạc và thành lập một ban nhạc với một vài bạn học bao gồm Tony Kenning và cuối cùng là Pete Willis. Trong ban nhạc Atomic Mass, họ chủ yếu chơi các bản nhạc của Queen, Slade, Deep Purple, Jimi Hendrix và các bản cover nổi tiếng khác thời bấy giờ.
Tại một thời điểm, họ quyết định rằng Willis là người chơi guitar tốt hơn nên Savage chọn chơi guitar bass. Cần một ca sĩ, ban nhạc đã thử giọng một người quen của Willis, Joe Elliott. Sau đó, họ đã chọn tay guitar Steve Clark và đổi tên ban nhạc thành Def Leppard.
Savage ký hợp đồng với Bell's Palsy vào khoảng năm 1994. Điều này khiến cơ mặt của anh ta yếu đi và bị tê liệt một phần. Anh đã hồi phục, nhưng ảnh hưởng của căn bệnh vẫn còn rõ rệt, đặc biệt là khi anh ấy mệt mỏi.